# Opistharsostethus globosicollis
Opistharsostethus globosicollis är en insektsart som beskrevs av Schmidt 1911. Opistharsostethus globosicollis ingår i släktet Opistharsostethus och familjen spottstritar. Inga underarter finns listade i Catalogue of Life.